# Flak 'n' Flight
 (avril 2025).
Motif : Pas de source centrée sur l'album
- Archive Wikiwix
- Bing
- Cairn
- DuckDuckGo
- E. Universalis
- Gallica
- Google
- G. Books
- G. News
- G. Scholar
- Persée
- Qwant
- (zh) Baidu
- (ru) Yandex
- (wd) trouver des œuvres sur Wikidata

| 1. | Préciser le motif de la pose du bandeau. | Précisez le motif de la pose du bandeau en utilisant la syntaxe suivante : {{admissibilité à vérifier\|date=avril 2025\|motif=remplacez ce texte par le motif}}                      |
| 2. | Informer les utilisateurs concernés.     | Pensez à avertir le créateur de l'article, par exemple, en insérant le code ci-dessous sur sa page de discussion : {{subst:avertissement admissibilité à vérifier\|Flak 'n' Flight}} |

Albums de Masters of Reality
Deep in the Hole
(2001) Give Us Barabbas
(2004)
Flak 'n' flight, sorti en 2002, est le sixième album (le deuxième en public) du groupe de rock alternatif Masters of Reality dont l'unique membre permanent est Chris Goss.

## L'album
À l'exception d'un titre, toutes les compositions de l'album sont l'œuvre de Chris Goss et John Leamy.
Album enregistré en Europe en novembre et décembre 2001 pendant la tournée qui a suivi la sortie de l'album Deep in the Hole.
Pour cette tournée, Josh Homme et Nick Oliveri ont rejoint Masters of Reality afin de compléter le groupe.

## Titres de l'album
1. Opening (Excerpt From the Ballad of Jody Frosty) - 1 min 19 s
2. Deep in the Hole - 4 min 25 s
3. Third Man on the Moon - 6 min 16 s
4. Why the Fly ? - 10 min 57 s
5. Time to Burn - 3 min 29 s
6. The Blue Garden - 7 min 28 s
7. Rabbit One - 9 min 10 s
8. Also Ran Song - 3 min 22 s
9. John Brown - 7 min 44 s
10. 100 Years (of Tears on the Wind) - 6 min 54 s
11. High Noon Amsterdam - 3 min 46 s
12. She Got Me (When She Got Her Dress On) - 4 min 41 s
13. Cretin Hop - 2 min 06 s

## Informations sur le contenu de l'album
- Deep in the Hole, Third Man on the Moon et High Noon Amsterdam sont issus de Deep in the Hole; Why the Fly ?, Time to Burn et Also Ran Song de Welcome to the Western Lodge; The Blue Garden et John Brown de Masters of Reality; Rabbit One, 100 Years (of Tears on the Wind) et She Got Me (When She Got Her Dress On) de Sunrise on the Sufferbus; Opening (Excerpt From the Ballad of Jody Frosty) et Cretin Hop sont inédits en album.
- Mark Lanegan chante sur High Noon Amsterdam.
- Cretin Hop est une reprise des Ramones (album Rocket to Russia de 1977).

## Musiciens
- Chris Goss : voix, guitare, claviers
- Josh Homme : guitare
- Nick Oliveri : basse
- John Leamy : batterie, claviers